# Baringo
Baringo je bezodtoké jezero ve stejnojmenném okrese na západě Keni o rozloze 130 km². Spolu s jezerem Naivasha je výjimkou mezi jezery Velké příkopové propadliny, protože má sladkou vodu; skrze porézní horniny do něj prosakuje spodní voda, takže koncentrace solí neroste ani v období sucha. Jezero je poměrně mělké (maximální hloubka činí pět metrů), takže jeho voda bývá po většinu roku zakalená. Nachází se na něm třináct ostrovů, největším je Ol Kokwe se sopečnými fumarolami. Ze severní strany je jezero lemováno sopečnými kopci, z nichž nejvyšším je Korosi (1446 m), jižní pobřeží je ploché a bažinaté. Okolí jezera obývají Turkanové a Kalendžinové, 20 km jihozápadním směrem je vzdáleno významné město Marigat. První Evropanem, který Baringo navštívil, byl roku 1883 Joseph Thomson.

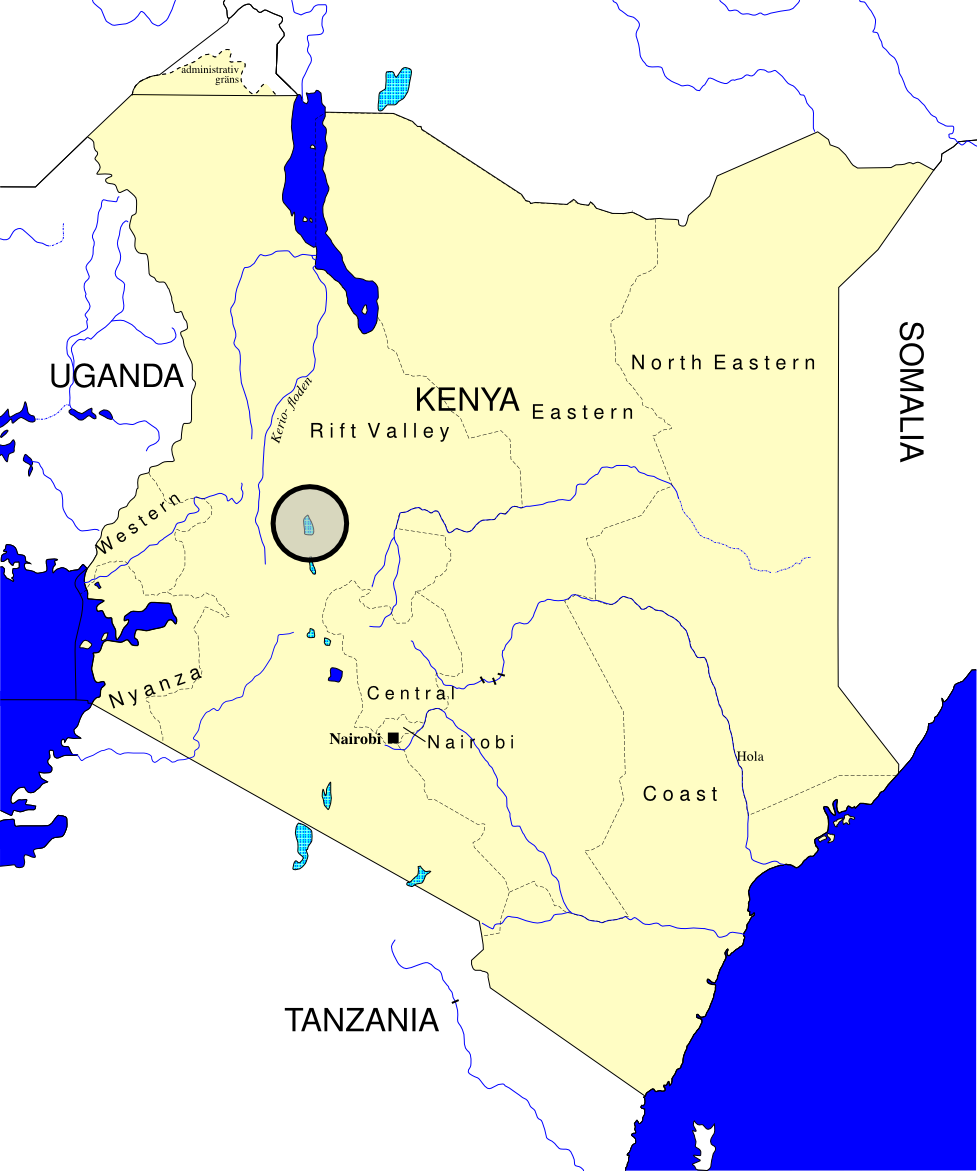
Baringo na mapě Keni

V jezeře žije hroch obojživelný, krokodýl nilský a okolo pěti set druhů vodních ptáků: plameňák růžový, zoboun africký, volavka obrovská, nesyt africký, anhinga africká, husice nilská, myšák dlouhoocasý, turako bělobřichý, orel jasnohlasý a další. Typickou původní rybou je endemický poddruh tlamouna nilského Oreochromis niloticus baringoensis, kterého však rychle vytlačuje introdukovaný bahník východoafrický. Vegetaci na březích tvoří převážně akácie zkroucená, zdejší lesnaté savany obývá žirafa Rotschildova v tak hojném počtu, že se jí také říká „baringská žirafa“. Richard Leakey nalezl v okolí jezera četné ostatky vyhynulých hominidů. Byl zde vyhlášen národní park, od roku 2002 se na ochranu místního ekosystému vztahuje Ramsarská úmluva.